# بيتول يلماز
بيتول يلماز (بالتركية: Betül Yılmaz) (من مواليد 31 أكتوبر 1988 في عمرانية، إسطنبول ) هي لاعبة كرة يد تركية، وعضو في المنتخب الوطني التركي .  